# Claude Arribas
Claude Arribas, né le 13 août 1951 au Le Mans, est un footballeur français des années 1970 et 1980. Durant sa carrière, il évolue au poste de défenseur.

## Biographie
Formé au FC Nantes, Claude Arribas est sélectionné en équipes de France juniors et espoirs. 
Il est le fils de José Arribas, initiateur du jeu à la nantaise dans les années 1970.

## Statistiques
| Saison                | Club                       | Championnat           | Championnat | Championnat | Coupe(s) nationale(s) | Coupe(s) nationale(s) | Compétition(s) continentale(s) | Compétition(s) continentale(s) | Compétition(s) continentale(s) | Total | Total |
| Saison                | Club                       | Division              | M.          | B.          | M.                    | B.                    | Comp.                          | M.                             | B.                             | M.    | B.    |
| 1969-1970             | FC Nantes                  | Division 1            | 10          | 1           | 1                     | 0                     | -                              | -                              | -                              | 11    | 1     |
| 1970-1971             | FC Nantes                  | Division 1            | 12          | 1           | 1                     | 0                     | C2                             | 2                              | 1                              | 15    | 2     |
| 1971-1972             | Paris Saint-Germain (prêt) | Division 1            | 33          | 2           | 1                     | 0                     | -                              | -                              | -                              | 34    | 2     |
| 1972-1973             | FC Nantes                  | Division 1            | 19          | 4           | 5                     | 0                     | -                              | -                              | -                              | 24    | 4     |
| 1973-1974             | FC Nantes                  | Division 1            | 7           | 0           | 1                     | 0                     | -                              | -                              | -                              | 8     | 0     |
| 1974-1975             | Girondins de Bordeaux      | Division 1            | 32          | 8           | 3                     | 0                     | -                              | -                              | -                              | 35    | 8     |
| 1975-1976             | Girondins de Bordeaux      | Division 1            | 18          | 3           | 2                     | 0                     | -                              | -                              | -                              | 20    | 3     |
| 1976-1977             | Stade rennais FC           | Division 1            | 26          | 2           | 1                     | 0                     | -                              | -                              | -                              | 27    | 2     |
| 1977-1978             | Stade rennais FC           | Division 2            | 29          | 1           | 3                     | 1                     | -                              | -                              | -                              | 32    | 2     |
| 1978-1979             | AS Cannes                  | Division 2            | 33          | 0           | 3                     | 0                     | -                              | -                              | -                              | 36    | 0     |
| 1979-1980             | AS Cannes                  | Division 2            | 30          | 13          | 4                     | 1                     | -                              | -                              | -                              | 34    | 14    |
| 1980-1981             | AS Cannes                  | Division 2            | 23          | 6           | 1                     | 0                     | -                              | -                              | -                              | 24    | 6     |
| 1981-1982             | Angers SCO                 | Division 2            | 33          | 3           | 2                     | 0                     | -                              | -                              | -                              | 35    | 3     |
| 1982-1983             | Angers SCO                 | Division 2            | 30          | 7           | 3                     | 0                     | -                              | -                              | -                              | 33    | 7     |
| 1983-1984             | Angers SCO                 | Division 2            | 27          | 3           | 2                     | 0                     | -                              | -                              | -                              | 29    | 3     |
| 1984-1985             | Angers SCO                 | Division 2            | 12          | 0           | 0                     | 0                     | -                              | -                              | -                              | 12    | 0     |
| Total sur la carrière | Total sur la carrière      | Total sur la carrière | 374         | 54          | 33                    | 2                     | -                              | 2                              | 1                              | 409   | 57    |

## Palmarès
- Champion de France en 1973 avec le FC Nantes

## Repères
- 1er match en D1 : 20 août 1969, Rouen-Nantes (1-0)
- 157 matchs et 21 buts en Division 1